# Berlin (Geòrgia)
Berlin és una població dels Estats Units a l'estat de Geòrgia. Segons el cens del 2000 tenia 595 habitants.

## Demografia
Segons el cens del 2000, Berlin tenia 595 habitants, 196 habitatges, i 145 famílies. La densitat de població era de 306,3 habitants per km².
Dels 196 habitatges en un 40,3% hi vivien nens de menys de 18 anys, en un 57,7% hi vivien parelles casades, en un 13,3% dones solteres, i en un 26% no eren unitats familiars. En el 20,4% dels habitatges hi vivien persones soles l'11,2% de les quals corresponia a persones de 65 anys o més que vivien soles. El nombre mitjà de persones vivint en cada habitatge era de 2,84 i el nombre mitjà de persones que vivien en cada família era de 3,25.
Per edats la població es repartia de la següent manera: un 27,7% tenia menys de 18 anys, un 16% entre 18 i 24, un 25,5% entre 25 i 44, un 19,7% de 45 a 60 i un 11,1% 65 anys o més.
L'edat mediana era de 29 anys. Per cada 100 dones de 18 o més anys hi havia 107,7 homes.
La renda mediana per habitatge era de 33.438 $ i la renda mediana per família de 39.167 $. Els homes tenien una renda mediana de 37.500 $ mentre que les dones 20.536 $. La renda per capita de la població era de 15.461 $. Entorn del 9,1% de les famílies i el 12,6% de la població estaven per davall del llindar de pobresa.

## Poblacions més properes
El següent diagrama mostra les poblacions més properes.